# Mesansegel

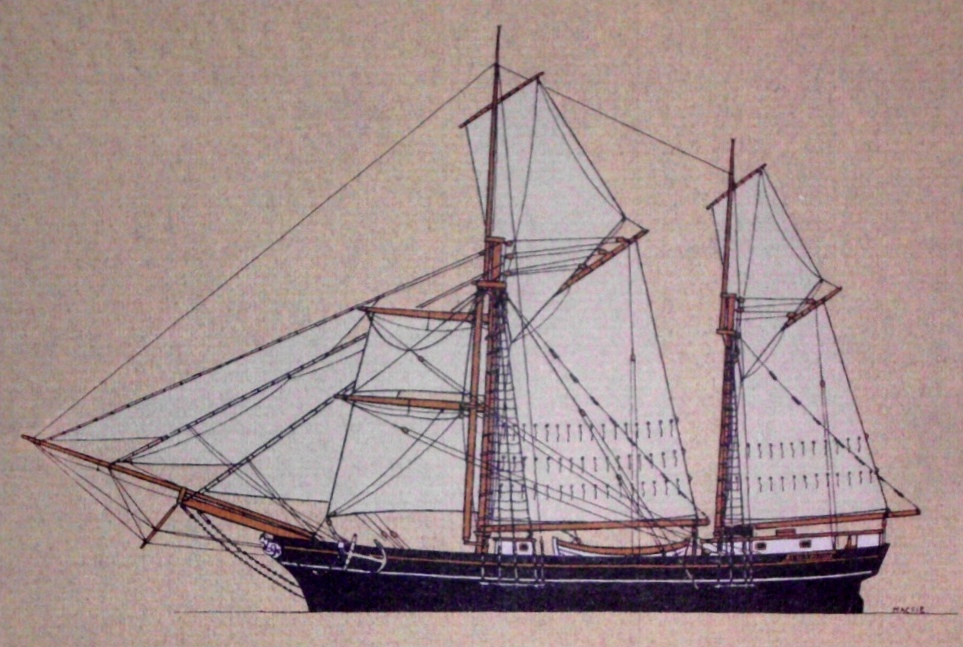
Galeas med mesan och mesantoppsegel på den aktre masten.

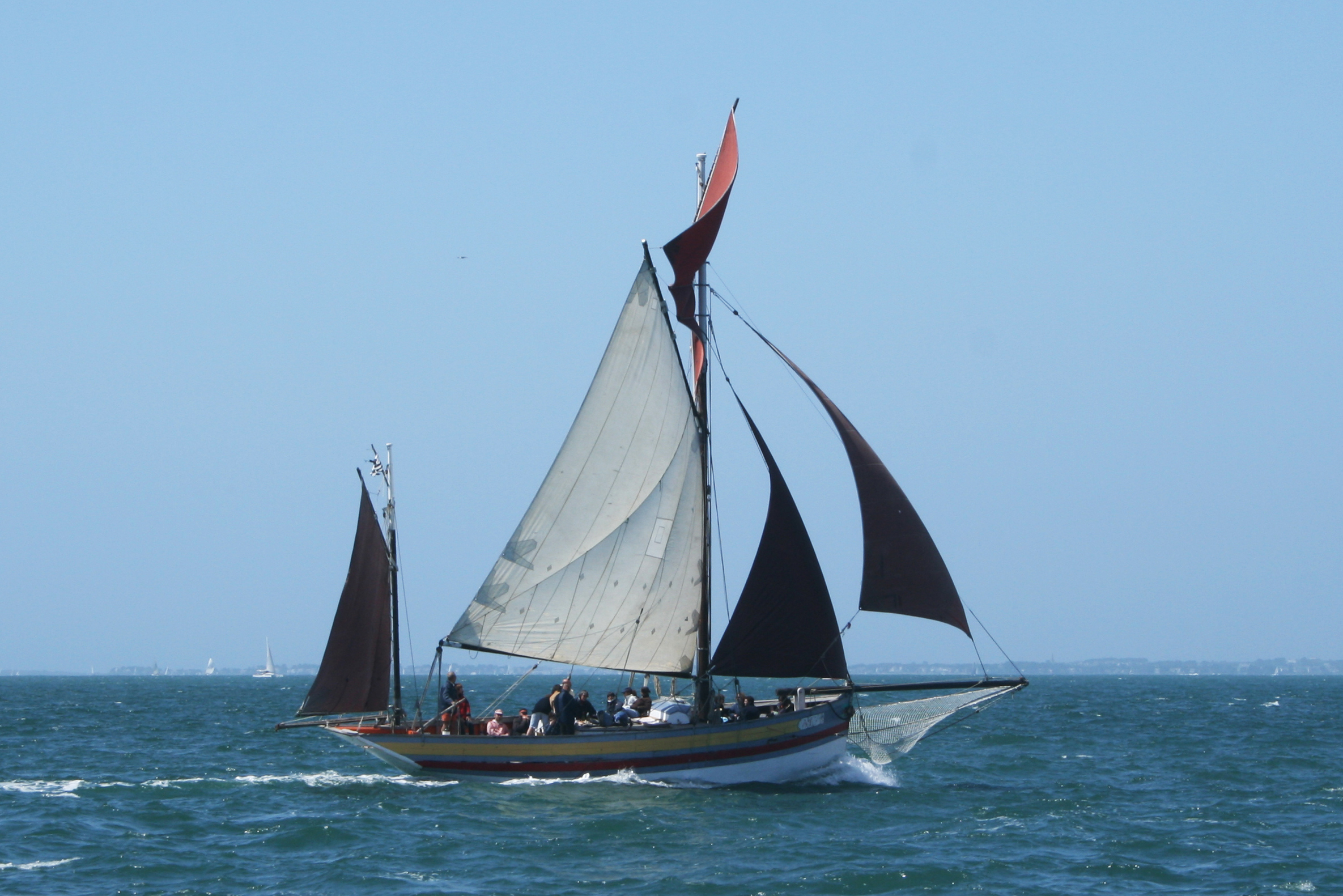
Båt med mindre mesan eller gäck.

Mesansegel eller mesan är ett snedsegel som sitter på baksidan av den aktre masten på en segelfarkost med två eller flera master. Masten kallas mesanmast om mesanen är huvudseglet.
Fram till 1700-talet var mesanen på större fartyg vanligen ett latinsegel, fram till 1900-talet vanligen ett gaffelsegel. I moderna riggar är mesanen ett bermudasegel. Gaffelmesanen på stora barkskepp är ibland delad på två segel (därtill förs på mesanmasten topp- och stagsegel). Då mesanen används som stormsegel är den ofta triangulär och fäst i så fall endast vid masten och bommen, inte vid gaffeln.
På tvåmastade båtar skiljer man på yawlrigg och ketchrigg beroende på mastens placering*. En yawlriggad båt har mesanmasten akter om rodret och mesanseglet är litet och i huvudsak ett styr- och balanssegel (varvid det kan kallas gäck eller apa och masten gäckmast). En ketch har mesanmasten framför rodret och ett större, dragande segel. Äldre fartyg med gaffelrigg har ibland ett mesantoppsegel ovanför det vanliga mesanseglet. Sådan ketchrigg kallas även galeasrigg.
En mesanmast är lägre än eller lika lång som stormasten. Skepp där aktermasten är högst kallas skonare eller skonerter. Då kallas den förliga masten fockmast (med en fock) och den aktra stormast (med storsegel och inte mesan). Om masterna är lika höga avgör storleken på seglen vilkendera som är stormast. På fullriggare och briggar bärs mesanen på en i huvudsak råriggad aktersta mast, kryssmasten respektive stormasten.

∗Det finns olika tolkningar av skillnaden mellan ketch och yawl. Den vanligaste baseras på huruvida masten sitter framför eller bakom det ställe där hjärtstocken (roderaxeln) går genom däcket. En mer exakt variant är om mesanseglets centrum är beläget för eller akter om roderbladets centrum. Så finns också en cynikers definition: seglar båten bättre om man plockar bort mesanmasten var det en yawl - märks ingen större skillnad var det en ketch.